# 岡芳郎 (陸軍軍人)
岡 芳郎（おか よしろう、1891年（明治24年）12月30日 - 1944年（昭和19年）7月18日）は、大日本帝国陸軍軍人。最終階級は陸軍少将。旧姓は東。兵科は歩兵科。

## 経歴
1891年（明治24年）に山口県で生まれた。陸軍士官学校第25期卒業。1941年（昭和16年）3月1日に陸軍大佐進級と同時に浜田連隊区司令官に着任。1942年（昭和17年）4月に第13国境守備隊長（関東軍・第4軍）に就任し、法別拉に駐屯した。1944年（昭和19年）2月21日に第25歩兵団司令部附となり、第25師団から充当された第1派遣隊長に就任し、サイパン島に出征。第1派遣隊が独立混成47旅団に改編されると、5月27日に同旅団長に就任した。サイパン島に米軍が上陸すると、第43師団と共同して米軍に強力な攻撃を加えたが、艦砲射撃により7月18日に戦死。同日任陸軍少将。